# Řehoř Rumer
Řehoř Rumer SJ (1569, Báhoň – 29. září 1627, Brno) byl jezuitský kněz a teolog slovenského původu, který působil v letech 1613–1618 jako rektor olomoucké univerzity, poté jako provinciál rakouské provincie Tovaryšstva (1618–1623) a poté, co se z ní vyčlenila samostatná česká provincie, stál v jejím čele až do své smrti v roce 1627.

## Dílo
- Tvba Pacis Hoc est Pia Meditatio Et Consvltatio … Gregorii Rumeri … De Motibus Bohemicis, Ob Religionem Excitatis, Legitime Componendis, Romae 1618.